# Julie Conway
Julie Conway (Julie Pitchford; * 20. August 1919 in Granite City, Illinois; † 12. Januar 1988 in Monterey, Kalifornien) war eine amerikanische Sängerin. Zusammen mit Kay Kyser, seiner Band und Harry Babbitt landete sie 1942 einen Hit in den amerikanischen Charts.

## Leben
Julie Conway wurde am 20. August 1919 in Granite City, Illinois, geboren. Als Sängerin war sie bei mehreren Musikfilmen in der Kriegszeit beteiligt: Swing Fever (1943), Stage Door Canteen (1943) und Around the World (1943). Sie starb am 12. Januar 1988 in Monterey, Kalifornien.
Die Single He Wears A Pair Of Silver Wings / Jingle Jangle Jingle hielt sich ab dem 18. Juli 1942 8 Wochen in den Charts.

## Songs
- (I Got Spurs That) Jingle, Jangle, Jingle feat. Harry Babbitt / Kay Kyser  J.J. Lilley / Frank Loesser
- The Safety Song (Make the Last One For the Road a Cup of Coffee) feat. Julie Conway
- Let’s Get Lost feat. Harry Babbitt / Kay Kyser